# Abatskoe
Abatskoe (in russo Абатское?) è una villaggio della Russia asiatica di 8094 abitanti (2021), centro amministrativo dell'Abatskij rajon dell'oblast' di Tjumen'.

## Geografia fisica
L'insediamento si trova a 378 chilometri di distanza da Tjumen', lungo la riva sinistra del fiume Išim (affluente dell'Irtyš). Si trova inoltre a 59 chilometri a nord-est della stazione ferroviaria di Išim,  lungo la linea Tjumen' - Omsk.

## Storia
Fu fondata come avamposto russo del 1695, e divenne un insediamento urbano a partire dal 1964.

## Economia
Ospita fabbriche di laterizi e di lavorazione del legname. Stazione di compressione del gas naturale, è inoltre attraversata dall'oleodotto Ust'-Balyk - Omsk.